# Paratryssaturus cantermus
Paratryssaturus cantermus är en kvalsterart som beskrevs av Cook 1983. Paratryssaturus cantermus ingår i släktet Paratryssaturus och familjen Aturidae. Inga underarter finns listade i Catalogue of Life.